# 大熊座CG
大熊座CG，又名BD+57 1214，HD 80390、SAO 27219、HR 3698，是大熊座的一颗恒星，视星等为5.47，位于銀經159.29，銀緯42.77，其B1900.0坐标为赤經9h 14m 22.9s，赤緯+57° 42.77′ 23″。